# Savigny-en-Sancerre
Savigny-en-Sancerre és un municipi francès, situat al departament de Cher i a la regió de Centre – Vall del Loira. L'any 2007 tenia 1.078 habitants.

## Demografia

### Població
El 2007 la població de fet de Savigny-en-Sancerre era de 1.078 persones. Hi havia 455 famílies, de les quals 140 eren unipersonals (68 homes vivint sols i 72 dones vivint soles), 163 parelles sense fills, 128 parelles amb fills i 24 famílies monoparentals amb fills.
La població ha evolucionat segons el següent gràfic:
Habitants censats

### Habitatges
El 2007 hi havia 687 habitatges, 470 eren l'habitatge principal de la família, 146 eren segones residències i 70 estaven desocupats. 672 eren cases i 11 eren apartaments. Dels 470 habitatges principals, 373 estaven ocupats pels seus propietaris, 87 estaven llogats i ocupats pels llogaters i 11 estaven cedits a títol gratuït; 5 tenien una cambra, 37 en tenien dues, 95 en tenien tres, 138 en tenien quatre i 196 en tenien cinc o més. 401 habitatges disposaven pel capbaix d'una plaça de pàrquing. A 196 habitatges hi havia un automòbil i a 234 n'hi havia dos o més.

### Piràmide de població
La piràmide de població per edats i sexe el 2009 era:
| Homes | Edats   | Dones |
| ----- | ------- | ----- |
| 0     | 95 o +  | 0     |
| 4     | 90 a 94 | 4     |
| 0     | 85 a 89 | 8     |
| 16    | 80 a 84 | 4     |
| 28    | 75 a 79 | 32    |
| 44    | 70 a 74 | 40    |
| 40    | 65 a 69 | 44    |
| 36    | 60 a 64 | 28    |
| 28    | 55 a 59 | 8     |
| 32    | 50 a 54 | 40    |
| 32    | 45 a 49 | 52    |
| 32    | 40 a 44 | 48    |
| 40    | 35 a 39 | 12    |
| 20    | 30 a 34 | 32    |
| 16    | 25 a 29 | 32    |
| 24    | 20 a 24 | 24    |
| 40    | 15 a 19 | 28    |
| 36    | 10 a 14 | 52    |
| 32    | 5 a 9   | 24    |
| 20    | 0 a 4   | 20    |

## Economia
El 2007 la població en edat de treballar era de 676 persones, 472 eren actives i 204 eren inactives. De les 472 persones actives 421 estaven ocupades (226 homes i 195 dones) i 51 estaven aturades (23 homes i 28 dones). De les 204 persones inactives 80 estaven jubilades, 54 estaven estudiant i 70 estaven classificades com a «altres inactius».

### Ingressos
El 2009 a Savigny-en-Sancerre hi havia 458 unitats fiscals que integraven 1.061 persones, la mediana anual d'ingressos fiscals per persona era de 17.021 €.

### Activitats econòmiques
Dels 40 establiments que hi havia el 2007, 3 eren d'empreses de fabricació d'altres productes industrials, 12 d'empreses de construcció, 8 d'empreses de comerç i reparació d'automòbils, 1 d'una empresa de transport, 4 d'empreses d'hostatgeria i restauració, 1 d'una empresa d'informació i comunicació, 3 d'empreses immobiliàries, 1 d'una empresa de serveis, 5 d'entitats de l'administració pública i 2 d'empreses classificades com a «altres activitats de serveis».
Dels 17 establiments de servei als particulars que hi havia el 2009, 1 era una oficina de correu, 1 taller de reparació d'automòbils i de material agrícola, 3 paletes, 1 guixaire pintor, 4 fusteries, 3 lampisteries, 1 perruqueria i 3 restaurants.
L'únic establiment comercial que hi havia el 2009 era una botiga de menys de 120 m².
L'any 2000 a Savigny-en-Sancerre hi havia 28 explotacions agrícoles que ocupaven un total de 1.972 hectàrees.

## Equipaments sanitaris i escolars
El 2009 hi havia 1 farmàcia i 1 ambulància.
El 2009 hi havia una escola elemental integrada dins d'un grup escolar amb les comunes properes formant una escola dispersa.

## Poblacions més properes
El següent diagrama mostra les poblacions més properes.